# 50. Division
La 50. Division (50.Infanterie-Division) fu una divisione dell'esercito imperiale tedesco attiva durante la prima guerra mondiale sul fronte occidentale. L'unità venne costituita il 10 marzo 1915 dall'unione di altre divisioni precedentemente dissolute o di esigue dimensioni. Il nucleo della divisione fu costituito da personale originario della Vestfalia; il 39º reggimento fucilieri del Basso Reno, prelevato dalla 14. Reserve-Division, il 53º reggimento di fanteria della Vestfalia, proveniente dalla 14. Division, e il 158º reggimento di fanteria della Lorena, proveniente dalla 13. Division.

## Impiego operativo
La divisione fu utilizzata nella vasta offensiva di Verdun nel 1916, soprattutto durante l'attacco al Forte di Vaux dove subì ingenti perdite nel giro di un breve periodo di utilizzo.
Ritornata dal fronte di Verdun, la 50. Division venne impegnata durante la seconda battaglia dell'Aisne o terza battaglia dello Champagne.
Nell'ultimo anno di guerra, la divisione venne ancora utilizzata durante le offensive di primavera (Kaiserschlacht). nell'ultimo tentativo tedesco di sfondare le linee francesi ad occidente.

## Ordine di battaglia (10 marzo 1915)
- 100. Infanterie-Brigade
  - Niederrheinisches Füsilier-Regiment Nr. 39
  - 5. Westfälisches Infanterie-Regiment Nr. 53
  - 7. Lothringisches Infanterie-Regiment Nr. 158
  - Radfahrer-Kompanie Nr. 50
- 50.Feldartillerie-Brigade
  - Feldartillerie-Regiment Nr. 99
  - Feldartillerie-Regiment Nr. 100
  - Fußartillerie-Bataillon Nr. 50
- Pionier-Kompanie Nr. 99
- Pionier-Kompanie Nr. 100

## Ordine di battaglia alla fine del conflitto
La divisione subì relativamente pochi cambiamenti organizzativi durante il corso della guerra in confronto alla maggior parte delle altre divisioni. Per La 50. Division, l'ordine di battaglia al 22 febbraio 1918 era il seguente:
- 100. Infanterie-Brigade
  - Niederrheinisches Füsilier-Regiment Nr. 39
  - 5. Westfälisches Infanterie-Regiment Nr. 53
  - 7. Lothringisches Infanterie-Regiment Nr. 158
  - MG-Scharfschützen-Abteilung Nr. 36
- 1.Eskadron/Ulanen-Regiment Hennigs von Treffenfeld (Altmärkisches) Nr. 16
- Artillerie-Kommandeur 50
  - Feldartillerie-Regiment Nr. 99
  - Fußartillerie-Bataillon Nr. 95
- Stab Pionier-Bataillon Nr. 50
  - Pionier-Kompanie Nr. 99
  - Pionier-Kompanie Nr. 100
  - Minenwerfer-Kompanie Nr. 50
- Divisions-Nachrichten-Kommandeur 50